# Conchagua (wulkan)
Conchagua (znany również jako Cochague) – wygasły, stratowulkan w południowo-wschodnim Salwadorze, nad zatoką Fonseca. Składa się z dwóch głównych szczytów Cerro del Ocote i Cerro de la Bandera, z których ten drugi jest młodszy i wyższy – osiąga wysokość 1225 m n.p.m.
Wulkan nie był aktywny w czasach historycznych. Nie był również aktywny w holocenie. Stoki wulkanu są już silnie zerodowane. Na obu szczytach obserwowana jest jednak aktywność fumaroli.
U północnych podnóży wulkanu położone jest miasto Conchagua, a nieco dalej na północ La Unión.